# Schloss Ehrnau
Schloss Ehrnau är ett slott i Österrike.   Det ligger i distriktet Leoben och förbundslandet Steiermark, i den östra delen av landet, 150 km sydväst om huvudstaden Wien. Schloss Ehrnau ligger 711 meter över havet.
Terrängen runt Schloss Ehrnau är bergig söderut, men norrut är den kuperad. Schloss Ehrnau ligger nere i en dal. Närmaste större samhälle är Trofaiach, 15,8 km öster om Schloss Ehrnau. 
I omgivningarna runt Schloss Ehrnau växer i huvudsak blandskog. Runt Schloss Ehrnau är det ganska tätbefolkat, med 56 invånare per kvadratkilometer.